# Wspólnota administracyjna Wald
Wspólnota administracyjna Wald – wspólnota administracyjna (niem. Verwaltungsgemeinschaft) w Niemczech, w kraju związkowym Bawaria, w rejencji Górny Palatynat, w regionie Ratyzbona, w powiecie Cham. Siedziba wspólnoty znajduje się w miejscowości Wald.
Wspólnota administracyjna zrzesza dwie gminy wiejskie (Gemeinde): 
- Wald, 2 804 mieszkańców, 37,78 km²
- Zell, 1 858 mieszkańców, 32,90 km²